# Frederik Hviid
Frederik Hviid (9 november 1974, Palma de Mallorca) ontpopte zich in de jaren negentig als een van de meest veelzijdige zwemmers uit Spanje. Hviid, lid van de Catalaanse zwemclub CN Sabadell, woonde gedurende zijn actieve topsportcarrière afwisselend in Las Palmas en Washington, en werd in respectievelijk Spanje en de Verenigde Staten getraind door Paulus Wildeboer en Rik Curl.
Zijn eerste grote succes behaalde hij in 1999 bij de Europese kampioenschappen langebaan (50 meter) in Istanboel: goud op de veeleisende 400 meter wisselslag. Na de Europese kampioenschappen kortebaan (25 meter) van 2000 in eigen land (Valencia) nam Hviid afscheid van de wedstrijdsport.

## Internationale erelijst

### 1993
```
Europese kampioenschappen
 langebaan (50 meter) in 
Sheffield
:
```

- Vijfde op de 400 meter wisselslag 4.22,56

### 1994
```
Wereldkampioenschappen
 langebaan (50 meter) in 
Rome
:
```

- Negentiende op de 200 meter wisselslag 2.07,68
- Dertiende op de 400 meter wisselslag 4.24,63

### 1995
```
Europese kampioenschappen
 langebaan (50 meter) in 
Wenen
:
```

- Zevende op de 400 meter wisselslag 4.24,84

### 1996
```
Olympische Spelen
 in 
Atlanta
:
```

- Negende op de 400 meter wisselslag 4.22,47

### 1997
```
Europese kampioenschappen
 langebaan (50 meter) in 
Sevilla
:
```

- Tweede op de 400 meter wisselslag 4.19,68
- Tiende op de 400 meter vrije slag 3.56,08
- Vijfde op de 1500 meter vrije slag 15.22,20

### 1998
```
Wereldkampioenschappen
 langebaan (50 meter) in 
Perth
:
```

- Negende op de 400 meter wisselslag 4.21,66
- In series uitgeschakeld op de 400 meter vrije slag 3.57,49

```
Europese kampioenschappen
 kortebaan (25 meter) in 
Sheffield
:
```

- Tweede op de 400 meter wisselslag 4.12,13
- Zevende op de 400 meter vrije slag 3.49,18

### 1999
```
Wereldkampioenschappen
 kortebaan (25 meter) in 
Hongkong
:
```

- Derde op de 400 meter wisselslag 4.10,92

```
Europese kampioenschappen
 langebaan (50 meter) in 
Istanboel
:
```

- Eerste op de 400 meter wisselslag 4.17,16
- Achtste op de 400 meter vrije slag 3.53,80

```
Europese kampioenschappen
 kortebaan (25 meter) in 
Lissabon
:
```

- Zevende op de 200 meter wisselslag 2.01,33
- Eerste op de 400 meter wisselslag 4.08,85
- Zesde op de 400 meter vrije slag 3.47,12

### 2000
```
Europese kampioenschappen
 langebaan (50 meter) in 
Helsinki
:
```

- Zevende op de 400 meter vrije slag 3.56,31
- Vijfde op de 1500 meter vrije slag 15.17,11

```
Olympische Spelen
 in 
Sydney
:
```

- Vijftiende op de 400 meter wisselslag 4.21,63
- Twaalfde op de 1500 meter vrije slag 15.14,37

```
Europese kampioenschappen
 kortebaan (25 meter) in 
Valencia
:
```

- Tweede op de 400 meter wisselslag 4.12,94
- Tweede op de 1500 meter vrije slag 14.53,93